# نوبوناگان
نوبوناگان (ژاپنی: ノブナガン هپبورن: Nobunagan) یک مجموعه مانگا ژاپنی است که توسط ماساتو هیسا نوشته و مصور شده‌است. این سری از مه ۲۰۱۱ الی اوت ۲۰۱۵ در مجلهٔ کامیک ارث استار انتشارات ارث استار انترتینمنت به چاپ می‌رسید، و در شش جلد تانکوبون گردآوری شد. یک مجموعه تلویزیونی انیمه ۱۳ قسمتی نیز بر پایه نسخه مانگا و به کارگردانی نوبوهیرو کوندو توسط استودیو بریج دستمایه اقتباس قرار گرفت که برای اولین‌بار در ۵ ژانویه ۲۰۱۴ از شبکه توکیو ام‌ایکس پخش شده و تا ۳۰ مارس همان سال ادامه داشت.